# Liste der Kulturdenkmäler in Wahlrod
In der Liste der Kulturdenkmäler in Wahlrod sind alle Kulturdenkmäler der rheinland-pfälzischen Ortsgemeinde Wahlrod aufgeführt. Grundlage ist die Denkmalliste des Landes Rheinland-Pfalz (Stand: 21. Dezember 2021).

## Einzeldenkmäler
| Bezeichnung              | Lage                                 | Baujahr                            | Beschreibung                                                                             | Bild                           |
| ------------------------ | ------------------------------------ | ---------------------------------- | ---------------------------------------------------------------------------------------- | ------------------------------ |
| Quereinhaus              | Frankfurter Straße 2 Lage            | 18. und 19. Jahrhundert            | Fachwerk-Quereinhaus, teilweise massiv, 18. und 19. Jahrhundert                          | Fotos hochladen                |
| Quereinhaus              | Frankfurter Straße 4 Lage            | erste Hälfte des 18. Jahrhunderts  | großes Fachwerk-Quereinhaus, teilweise massiv, erste Hälfte des 18. Jahrhunderts         | Fotos hochladen                |
| Evangelische Pfarrkirche | Kölner Straße Lage                   | 1851                               | vierachsiger romanisierender Saalbau, 1851                                               | weitere Bilder Fotos hochladen |
| Grabsteine               | Kölner Straße, auf dem Kirchhof Lage | 17. bis 19. Jahrhundert            | Grabsteine des 17. bis 19. Jahrhunderts                                                  | weitere Bilder Fotos hochladen |
| Quereinhaus              | Kölner Straße 1 Lage                 | zweite Hälfte des 18. Jahrhunderts | Fachwerk-Quereinhaus, teilweise massiv, wohl aus der zweiten Hälfte des 18. Jahrhunderts | Fotos hochladen                |
| Brunnen                  | Waldstraße Lage                      | 1909                               | Laufbrunnen, bezeichnet 1909                                                             | weitere Bilder Fotos hochladen |